# Большой Труёв
Большой Труёв — село в Кузнецком районе Пензенской области. Административный центр Большетруевского сельсовета.

## География
Село расположено в восточной части области, между селениями Малый Труев и Татарский Канадей, примерно в 19 км к востоку от районного центра Кузнецка.

## История
Сёлам Большой и Малый Труев примерно 450 лет, от времён царствования Ивана Грозного.
Примерно в 1700—1720 годы, эта деревня распалась на три хутора. Хутор с большими землями по реке Труев стали называть Большой Труев, другой — Малый Труев. Третий хутор Татарский Канадей — на истоке реки Канадей — название получил по названию реки.
В 1920—1921, как и во всем Поволжье, стояла сильная засуха. В 1921 г. сгорела половина села Большого Труева.
Начиная с 2024 года ежегодно в сёлах Малый и Большой Труёв проводится военно-исторический фестиваль «Торуевское городище».

## Население
| 1795  | 1859  | 1877  | 1911  | 1926  | 1930  | 1939  |
| ----- | ----- | ----- | ----- | ----- | ----- | ----- |
| 590   | ↗1074 | ↗1299 | ↗2053 | ↘1564 | ↗1825 | ↘1364 |
| 1959  | 1979  | 1989  | 1996  | 2002  | 2010  |       |
| ↗1867 | ↗2075 | ↘1804 | ↘1790 | ↘1730 | ↗1750 |       |

Согласно результатам переписи 2002 года, в национальной структуре населения татары составляли 100 %..

## Религия
В селе две мечети.

## Видео
- Большой Труёв и Малый Труёв, Кузнецкий район (27.08.2022)